# Hastings Russell (12e duc de Bedford)
Hastings William Sackville Russell, (21 décembre 1888 - 9 octobre 1953) est un pair britannique. Il est né à Cairnsmore House, à Minnigaff (Kirkcudbrightshire), fils de Herbrand Russell et de son épouse Mary Russel, l'aviatrice et ornithologue. Il est connu à la fois pour sa carrière de naturaliste et pour son implication dans la politique d'extrême droite.

## Jeunesse
Formé au Collège d'Eton, Russell est diplômé du Balliol College d'Oxford avec une maîtrise ès arts (MA). Il obtient le grade de lieutenant dans le 10e bataillon du Middlesex Regiment, mais n'a jamais combattu pendant la Première Guerre mondiale en raison de problèmes de santé.

## Naturaliste
Naturaliste passionné, Russell organise une expédition en 1906 dans le Shaanxi, en Chine, afin de collecter des spécimens zoologiques pour le British Museum, au cours de laquelle Arthur de Carle Sowerby (en) découvre une nouvelle espèce de gerboise. Il est également étroitement impliqué dans les efforts finalement couronnés de succès de son père pour préserver le Cerf du père David, une espèce chinoise qui était proche de l'extinction à la fin du 19e et au début du 20e siècle.
Il est aussi un ornithologue, qui se spécialise dans les perroquets et les perruches, à qui il donne des chocolats, bien que son fils aîné soit souvent réduit à les manger; ses autres animaux de compagnie comprenaient une araignée à qui, selon The English Aristocracy de Nancy Mitford, il nourrissait régulièrement du rosbif et du Yorkshire pudding.
Quand il est connu sous le nom de marquis de Tavistock, il écrit "Perroquets et oiseaux ressemblant à des perroquets". Il est membre fondateur et premier président de la Foreign Bird League. Il réussit à élever de nombreuses espèces, dont le loriquet bleu de Tahiti et le loriquet outremer. Les deux sont reconnus comme les premiers élevages au monde en captivité. Le marquis s'est débarrassé de ses oiseaux en accédant au duché en 1939.

## Politique

### Activité d'avant-guerre
Russell est actif en politique pendant une grande partie de sa vie. Dans sa jeunesse, il flirte avec le socialisme et même le Communisme mais les abandonne bientôt au profit du crédit social, créant sa propre association nationale de crédit pour promouvoir cette idéologie. Il s'adresse aux membres du Nouveau Parti sur le Crédit Social mais le projet n'est pas repris par le groupe de Sir Oswald Mosley. Russell est également une figure de proue de l'Economic Reform Club. Il admire les mouvements fascistes croissants  en Europe et, malgré sa dévotion au pacifisme, écrit dans le New English Weekly pour appuyer l'Anschluss en 1938.
Russell est l'un des fondateurs du Parti populaire britannique (BPP) en 1939 et utilise son argent pour financer le groupe à partir de là. Le moteur du BPP est John Beckett, un ancien député travailliste qui a également été membre de l'Union britannique des fascistes et de la Ligue nationale-socialiste. Selon son fils, Francis Beckett, John Beckett a peu de véritable dévouement envers Russell modeste et non charismatique, mais est attiré par le BPP autant par l'argent du marquis que par toute conviction réelle, Beckett lui-même étant pratiquement sans le sou à l'époque.

### Pendant la guerre
Russell est ami avec Barry Domvile, le fondateur du Link et est proche de ce groupe semi-clandestin depuis sa création en 1937. Dans les premiers mois de la Seconde Guerre mondiale, il assiste à plusieurs réunions de personnalités de l'extrême droite organisées par Domvile, bien qu'il ne soit pas très enthousiaste à propos de cette initiative.
Russell préside le British Council for Christian Settlement in Europe, créé immédiatement après la déclaration de guerre et mettant en vedette un mélange éclectique de fascistes, de sympathisants fascistes et de pacifistes engagés. Il est un pacifiste engagé dans tous les domaines, rejetant entièrement la guerre, contrairement à Beckett et à plusieurs autres membres dirigeants du groupe qui s'opposent spécifiquement à la guerre avec l'Allemagne nazie plutôt qu'à la guerre en tant que concept. Pendant les premiers jours de la guerre, Russell est également courtisé par l'Union britannique des fascistes (BUF), qui a changé son nom pour l'Union britannique, et tient des réunions avec Neil Francis Hawkins, le directeur général du groupe. Il a déjà été membre du Club de janvier, un groupe de discussion lié à la BUF . Il s'est rapproché du membre de la BUF Robert Gordon-Canning (en) et, sous son influence, est même venu écrire pour le journal Action de la BUF. Néanmoins, en privé, le chef du BUF, Sir Oswald Mosley, rejette Russell comme « une tête laineuse ».
Au début de 1940, il correspond avec le ministre de l'Intérieur, Sir John Anderson, après avoir obtenu un document de la légation allemande à Dublin qui, selon Russell, contenait les projets de proposition de paix d'Adolf Hitler. À la suite de l'obtention de ce document par Russell, le 13 mars 1940, Domvile organise une réunion pour les deux hommes, Mosley et le vétéran de l'Imperial Fascist League (IFL) Bertie Mills pour discuter de leur prochain plan d'action. Lors de cette réunion, Mosley propose la création d'un «gouvernement de paix» dirigé par David Lloyd George, bien que rien de plus ne soit sorti de cette initiative car le gouvernement a rapidement lancé une répression contre les activités d'extrême droite.
Un certain nombre de personnalités de premier plan sont internées en vertu du règlement de défense 18B, bien que Russell ne soit pas parmi eux. Le rang de Russell aide à s'assurer qu'il évite l'arrestation avec d'autres nobles d'extrême droite tels que Gerard Wallop, 9e comte de Portsmouth, le duc de Buccleuch, le duc de Westminster, le comte de Mar, Ronald Nall-Cain, 2e baron Brocket, Lord Queenborough et d'autres . Ses liens personnels avec le ministre des Affaires étrangères Lord Halifax contribuent à assurer sa liberté . Il écrit une série de lettres à Halifax au début de la guerre pour exprimer son admiration pour Hitler et le presser d'utiliser son influence pour amener la guerre à une conclusion rapide. Russell est cependant placé sur la "Liste des suspects" par le MI5, car certains membres de ce groupe soupçonnent que, en cas d'invasion nazie réussie du Royaume-Uni, Russell aurait pu devenir gouverneur du territoire ou même Premier ministre d'un gouvernement fantoche.
Beckett fait cependant partie des personnes détenues et Russell tente d'intervenir en son nom, aidant la conjointe de fait de Beckett, Anne Cutmore, dans une campagne de lettres pour obtenir sa libération. Lorsque Beckett est libéré, Cutmore demande à Russell, alors duc de Bedford, de l'aider car ils sont sans le sou et il accepte de leur permettre de vivre dans un chalet dans le village de Chenies, à l'époque entièrement détenu par le duché. Il continue à soutenir les Becketts jusqu'à sa mort en 1953, achetant même une grande maison à Rickmansworth pour l'usage de la famille en 1949.

### Après la guerre
Russell rétablit le BPP en 1945, le groupe ayant été en suspens pendant les dernières années de la guerre. L'activité du parti est souvent limitée aux réceptions irrégulières organisées à la maison des Becketts à Rickmansworth. De plus en plus associé à l'antisémitisme adopté par les principales personnalités du BPP, Russell déclare que le chiffre de six millions de morts juifs dans l'Holocauste est « grossièrement exagéré » et fait valoir qu'un chiffre de 300 000 morts dans les camps de concentration, tiré de tous les internés plutôt que de Juifs, est plus probable. Il nie également que tout camp de concentration ait une chambre à gaz, affirmant qu'il ne s'agissait que de douches. Il finance la publication de Failure at Nuremberg, une brochure rédigée par le "BPP Research Department" (en fait Beckett, AK Chesterton et l'ancien membre de l'IFL Harold Lockwood) qui dénonce les procès de Nuremberg des principaux Nazis comme une série de procès-spectacles qui présument la culpabilité des défendeurs . De façon inhabituelle, il contribue à des articles sur le Crédit social et le pacifisme au journal de l'anarchiste Guy Aldred, The Word, entre 1940 et sa mort.

## Vie privée
En novembre 1914, il épouse Louisa Crommelin Roberta Jowitt Whitwel. Le couple a trois enfants :
- Ian Russell (13e duc de Bedford) (1917–2002), qui fournit un portrait détaillé et hostile de lui dans ses mémoires de 1959 A Silver-Plated Spoon ;
- Lady Daphne Crommelin Russell (2 septembre 1920 - 1er juin 1991)[33] ;
- Lord Hugh Hastings Russell (1923–2005), objecteur de conscience pendant la Seconde Guerre mondiale, épouse Rosemary Markby.

Russell est un chrétien évangélique et végétarien. Il est un homme austère qui déteste l'alcool, le tabac et le jeu, il est même poursuivi par sa femme dans les années 1930 pour « restauration des droits conjugaux » après que le couple se soit séparé. L'affaire est classée après une longue couverture médiatique, la description de sa femme de lui comme « la personne la plus froide, la plus méchante et la plus vaniteuse » qu'elle ait jamais connue étant largement rapportée. Après sa mort, les sentiments sont largement repris par son fils aîné - qui ne partage aucune des opinions politiques de son père et avait une relation difficile avec lui - qui déclare que « mon père était l'homme le plus solitaire que j'aie jamais connu, incapable de donner ou de recevoir de l'amour, totalement égocentrique et opiniâtre. Il aimait les oiseaux, les animaux, la paix, la réforme monétaire, le parc et la religion. Il a également eu une femme et trois enfants ».
Russell met son domaine de 11 acres, le Château Malet à Cap-d'Ail près de Monaco à vendre par Knight, Frank & Rutley en 1921.
Russell est décédé en 1953, à l'âge de 64 ans, des suites d'une blessure par balle dans le domaine de son domaine Endsleigh dans le Devon. Le coroner enregistre sa mort comme accidentelle mais son fils aîné suggère qu'elle pourrait avoir été délibérément auto-infligée.